# Dorjulopirata dorjulanus
Dorjulopirata dorjulanus Buchar, 1997 è un ragno appartenente alla famiglia Lycosidae.
È l'unica specie nota del genere Dorjulopirata.

## Distribuzione
L'unica specie oggi nota di questo genere è stata rinvenuta in Bhutan.

## Tassonomia
Nella pubblicazione originale di cui in bibliografia, questi esemplari vengono sempre citati come D. dorjulana in modo erroneo dal descrittore Buchar. Il genere Dorjulopirata è infatti di genere maschile nonostante termini per -a.
Dal 1997 non sono stati esaminati altri esemplari, né sono state descritte sottospecie al 2016.